# Бой при Рованиеми
Бой при Рованиеми — сражение, случившееся в октябре 1944 года во время Лапландской войны, между частями финской танковой дивизии и 3-й финской дивизии с одной стороны, и немецкими войсками 20-й горнострелковой армии — с другой, в районе города Рованиеми, который в ходе боевых действий был разрушен почти полностью.

## Предыстория
Город Рованиеми был столицей Лапландии, самой северной провинции Финляндии. Во время Второй мировой войны он был важным транспортным узлом, поскольку через него проходила дорога, ведущая в район Петсамо и к единственному свободному порту на севере — Лиинахамари.
Когда в 1941 году снова началась война между Финляндией и Советским Союзом, финское правительство немецким войскам из немецкой 20-й горнострелковой армии в оккупированной Норвегии дало разрешение разместиться в Лапландии для охраны советско-финской границы. Немцы собирались взять под контроль никелевые руды в Петсамо и захватить советский порт Мурманск, тем самым отрезав Советский Союз от конвоев снабжения союзников. В Рованиеми немцы разместили свой штаб в Лапландии, а также военную базу Люфтваффе и 5-го воздушного флота.
Отношения между немецкими гарнизонами и местным населением Лапландии во время войны в целом были тёплыми. Однако они испортились после того, как в сентябре 1944 года Финляндия подписала с Советским Союзом перемирие в Москве. В это время у немцев в Лапландии было около 200 000 солдат, и они всё ещё находились в состоянии войны с советскими войсками. Советский Союз потребовал от финнов в течение двух недель вывести все немецкие войска со своей территории, что было логистически невозможно. Поскольку Рованиеми был важным транспортным узлом в Лапландии, через который проходила единственная железная дорога и несколько основных дорог, контроль над которыми был очень важен для немецких войск, чтобы эвакуироваться из Финляндии.

## Подготовка

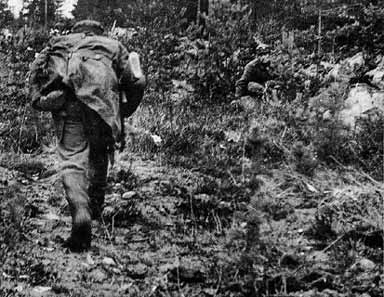
Финские войска наступают на местности возле Рованиеми

Уже 1 октября финны выступили против немцев в районе Кеми и Торнио, чтобы убедить советских войск в своих намерении соблюдать договор. Одновременно с этим финские войска продвигались по другим дорогам в северных направлениях. Финская танковая дивизия начала наступление на север в направлении Рованиеми со стороны Рануа. После окончания боёв с немцами в районе Торнио, 3-я финская дивизия двинулась к Рованиеми по дороге, проходящей вдоль реки Кемийоки.
Финские войска, наступавшие вдоль реки Кемийоки, не смогли двигаться достаточно быстро, чтобы вступить в бой с немцами, однако другие финские войска, наступавшие из Рануа, смогли это сделать. Немцы решили использовать заранее установленный график для определения момента, когда следует сдать землю врагу, чтобы максимизировать эффективность эвакуации, и это потребовало от немецких войск 218-го горнострелкового полка задержать наступление финнов. На дороге несколько раз происходили столкновения между финскими и немецкими войсками, сначала у Юлимаа, а затем у Кивитайпале, но без решающих результатов.

## Ход боя
Отступающие немецкие войска использовали тактику выжженной земли, и хотя первоначально немецкий генерал Лотар Рендулич приказал им разрушить только общественные здания в Рованиеми, 13 октября немецкая армия получила приказ разрушить все здания города, за исключением больниц и домов, где находились мирные жители. Пока немецкий арьергард занимался уничтожением, на станции Рованиеми взорвался эшелон с боеприпасами и поджёг деревянные дома города. В результате чего немецкие войска понесли многочисленные потери, в основном от осколков стекла. Ответственность за взрыв поезда с боеприпасами взял на себя финский диверсионный отряд, хотя точная причина тогда была неизвестна и обычно считалась преднамеренным намерением генерала Рендулича. В ходе этих боевых действий было разрушено 90% всех зданий в Рованиеми.
14 октября в район Рованиеми первыми достигли войска Егерской бригады финской танковой дивизии, наступавшие из Рануа. Они обнаружили, что один из мостов через реку Кемийоки всё ещё цел, и поэтому отправились туда, чтобы его занять. Немцам не удалось взорвать мост, потому что эшелон с боеприпасами взорвался с такой силой, что установленную ими взрывчатку на мосту выбросило в реку, хотя мост находился в 3 км от эшелона. Финские войска достигли уцелевшего моста, но затем немецкому арьергарду удалось отбросить их с моста на время, достаточное для того, чтобы он разрушил мост. В результате Егерская бригада оказалась на южном берегу реки, а другого пути к реке не было.
Следующим финским подразделением, наступившим по дороге на северный берег реки Кемийоки, 15 октября стал 11-й пехотный полк. Его командир решил окружить единственный оставшийся там немецкий батальон (II 12-го горно-егерский полк СС), поэтому он со своими войсками двинулся, чтобы перерезать дорогу, ведущей из Рованиеми в сторону Киттиля. Однако у некоторых финских солдат было слишком мало боеприпасов, чтобы вступить в бой с немцами, и поэтому они не могли поддержать окружающие части, что позволило немецкому батальону уйти оттуда практически невредимым.

## Результаты

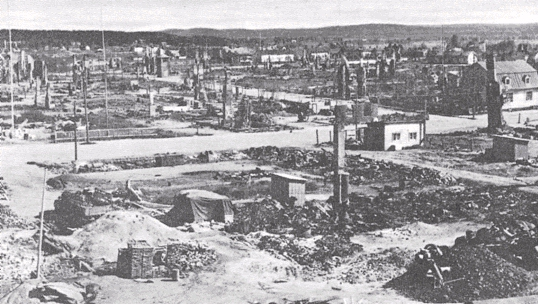
Разрушенный до основания город Рованиеми

Несмотря на ожесточённые боевые действия, бой принёс мало пользы обеим сторонам. Самой заметной частью стало разрушение города незадолго до боя. Из-за взрыва эшелона с боеприпасами огонь быстро распространился на деревянные дома, несмотря на попытки всё ещё находившегося там немецкого арьергарда предотвратить это.